# Rapala koshunna
Rapala koshunna är en fjärilsart som beskrevs av Sonana 1932. Rapala koshunna ingår i släktet Rapala och familjen juvelvingar. Inga underarter finns listade.